# 하이메 마타
하이메 마타 아르나이스(스페인어: Jaime Mata Arnaiz, 1988년 10월 24일 ~ )는 헤타페에서 뛰는 스페인의 축구 선수이다.